# Rio Araranguá

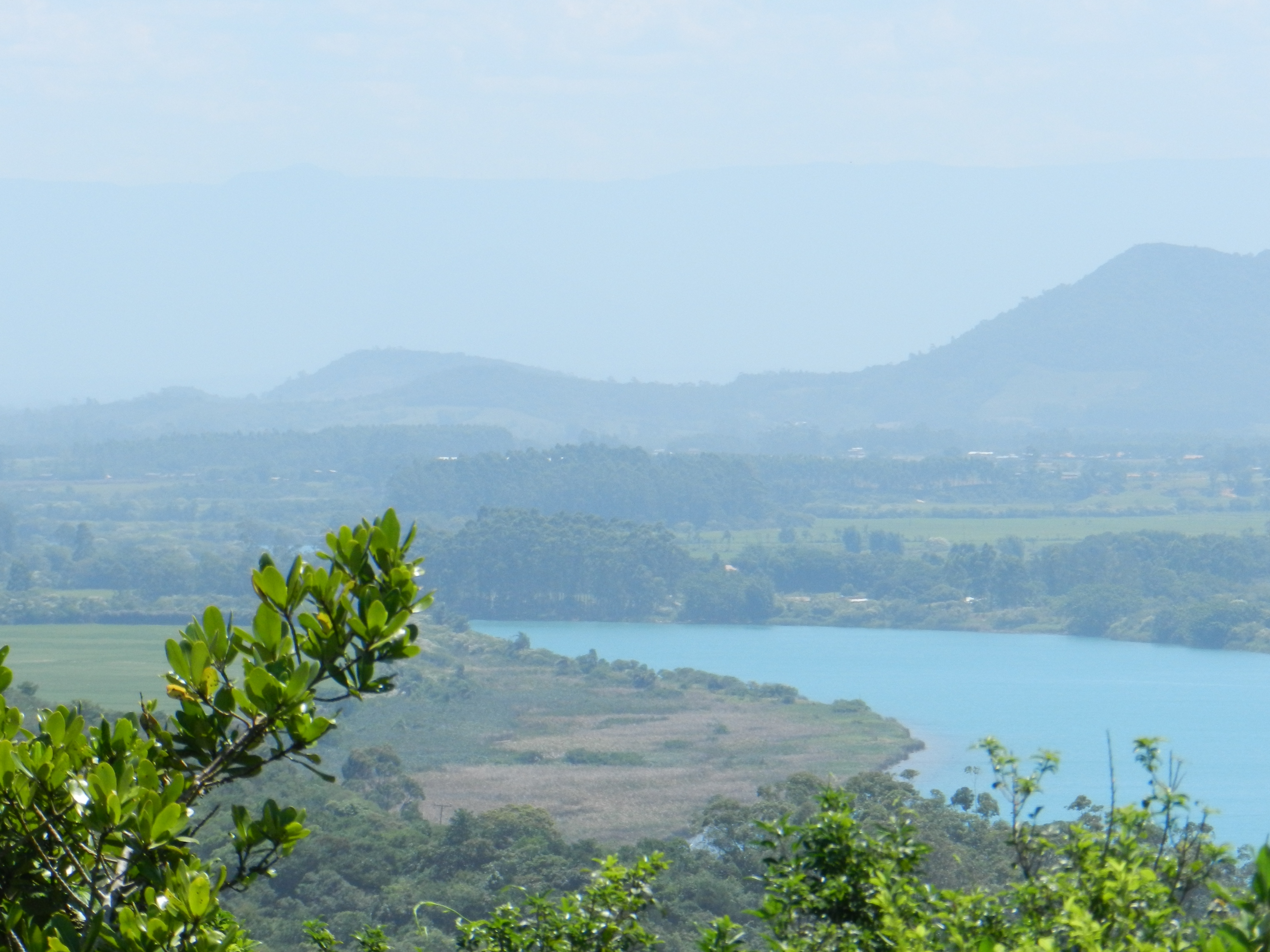
Le rio Araranguá.

Le rio Araranguá est un fleuve brésilien du sud de l'État de Santa Catarina.
Il se jette dans l'océan Atlantique. Ses principaux affluents sont les rivières Manuel Alves et Itoupava. La principale ville arrosée par le fleuve a pris son nom, Araranguá.